# Ecurie Naphtra Course
Ecurie Naphtra Course je nekdanje francosko dirkaško moštvo, ki je nastopalo na dirkah za Veliko nagrado med sezonama 1946 in 1949, ustanovljeno je bilo leta 1946. Z dirkalniki Maserati 6CM, 4CL, 4CLT in 6C, Alfa Romeo 308 ter Talbot-Lago T26C so skupno nastopili na enainpetdesetih dirkah, na katerih so dosegli tri zmage in še deset uvrstitev na stopničke. Za moštvo so dirkali Raph, Achille Varzi, Pierre Levegh, Jean-Pierre Wimille, Benedicto Campos, Carlo Pintacuda in Victorio Rosa.

## Stopničke
| Sezona | Dirka                                | Dirkač              | Dirkalnik        | Uvr. | Poročilo |
| ------ | ------------------------------------ | ------------------- | ---------------- | ---- | -------- |
| 1946   | Velika nagrada Roussillona           | Raph                | Maserati 4CL     | 3.   | Poročilo |
| 1946   | Velika nagrada Albija                | Raph                | Maserati 4CL     | 3.   | Poročilo |
| 1946   | Prix des 24 heures du Mans           | Raph                | Maserati 4CL     | 1.   | Poročilo |
| 1946   | Velika nagrada Salona                | Raph                | Maserati 4CL     | 2.   | Poročilo |
| 1947   | Velika nagrada Generala Juana Peróna | Achille Varzi       | Alfa Romeo 308   | 2.   | Poročilo |
| 1947   | Copa Acción de San Lorenzo           | Achille Varzi       | Alfa Romeo 308   | 1.   | Poročilo |
| 1947   | Velika nagrada Interlagosa           | Achille Varzi       | Alfa Romeo 308   | 1.   | Poročilo |
| 1947   | Velika nagrada Ria de Janeira        | Raph                | Maserati 6C      | 2.   | Poročilo |
| 1948   | Velika nagrada Generala San Martína  | Jean-Pierre Wimille | Alfa Romeo 308   | 3.   | Poročilo |
| 1948   | Velika nagrada Eve Duarte Perón      | Raph                | Maserati 4CL     | 3.   | Poročilo |
| 1948   | Velika nagrada Interlagosa           | Raph                | Alfa Romeo 308   | 2.   | Poročilo |
| 1948   | Grand Prix du Comminges              | Raph                | Talbot-Lago T26C | 2.   | Poročilo |
| 1948   | Velika nagrada Salona                | Pierre Levegh       | Talbot-Lago T26C | 2.   | Poročilo |